# Coleophora centaureicolella
Coleophora centaureicolella é uma espécie de mariposa do gênero Coleophora pertencente à família Coleophoridae.